# Ioan Aron Popa
Ioan Aron Popa (n. 23 decembrie 1958, Sibiu) este un fost deputat român în legislaturile 1992-1996, 1996-2000 ales în județul Bacău pe listele partidului PDSR. În legislatura 2004-2008, Ioan Aron Popa a fost ales pe listele PNL.      

## Legături externe
- Ioan Aron Popa Arhivat în 27 aprilie 2016, la Wayback Machine. la cdep.ro